# Mihálygerge
Mihálygerge è un comune dell'Ungheria di 681 abitanti (dati 2001). È situato nella contea di Nógrád.